# Miguel Salvador y Carreras
Miguel Salvador y Carreras (Logroño, 1881-Madrid, 1955) fue un político, jurista y musicólogo español.

## Biografía
Nacido en Logroño el 4 de noviembre de 1881, era hermano de los arquitectos Fernando y Amós Salvador y Carreras. Se licenció en Derecho en 1902. Junto con otros jóvenes ateneístas fundó en 1904 la Universidad Popular de Madrid, de la que fue también presidente. Escribió asiduamente artículos en prensa, especialmente de crítica musical en El Globo de Madrid y sobre diversas materias en La Revista Universal de Bilbao.
Fue diputado primero por el distrito almeriense de Vera en 1910 y más adelante en 1916 y 1918, en ambos casos por Almería. En 1923 consiguió ser senador por la provincia de Almería. Falleció en 1955, el 11 de enero, en Madrid.